# Hrasno Donje
Hrasno Donje är en ort i Bosnien och Hercegovina.   Den ligger i entiteten Federationen Bosnien och Hercegovina, i den östra delen av landet, 80 km nordost om huvudstaden Sarajevo. Hrasno Donje ligger 365 meter över havet och antalet invånare är 1 166.
Terrängen runt Hrasno Donje är huvudsakligen kuperad, men västerut är den platt. Runt Hrasno Donje är det ganska tätbefolkat, med 93 invånare per kvadratkilometer.. Närmaste större samhälle är Tuzla, 14,1 km väster om Hrasno Donje. 
Omgivningarna runt Hrasno Donje är en mosaik av jordbruksmark och naturlig växtlighet.